# Huayuan (sockenhuvudort i Kina, Jiangxi Sheng, lat 29,60, long 115,32)
Huayuan är en sockenhuvudort i Kina. Den ligger i provinsen Jiangxi, i den sydöstra delen av landet, omkring 120 kilometer nordväst om provinshuvudstaden Nanchang. Antalet invånare är 17 962. Befolkningen består av 8 731 kvinnor och 9 231 män. Barn under 15 år utgör 24,0 %, vuxna 15-64 år 69 %, och äldre över 65 år 6,0 %.
Runt Huayuan är det tätbefolkat, med 297 invånare per kvadratkilometer. Närmaste större samhälle är Mugang, 15,8 km nordväst om Huayuan. I omgivningarna runt Huayuan växer i huvudsak blandskog.
Genomsnittlig årsnederbörd är 2 084 millimeter. Den regnigaste månaden är maj, med i genomsnitt 332 mm nederbörd, och den torraste är januari, med 56 mm nederbörd.